# Joseph Smit
Joseph Smit (Lisse, 18 luglio 1836 – Radlett, 4 novembre 1929) è stato un illustratore olandese di soggetti zoologici.
Il suo primo lavoro fu una serie di litografie sugli uccelli delle Indie Orientali Olandesi, commissionato da Hermann Schlegel del Museo di storia naturale di Leida (Rijksmuseum van Natuurlijke Historie).
Nel 1866 fu invitato in Inghilterra da Philip Sclater per eseguire le litografie del suo libro Exotic Ornithology.
Eseguì anche le illustrazioni per il libro di Joseph Wolf Zoological Sketches e per la monografia di Daniel Giraud Elliot su varie specie di fagiani e sugli uccelli del paradiso.
Dal 1870 illustrò il Catalogue of the Birds in the British Museum ("Catalogo degli uccelli del British Museum"), edito dal 1874 al 1898.
In seguito eseguì le illustrazioni del libro Coloured Figures of the Birds of the British Islands.